# 3094 Чукоккала
3094 Чукоккала (3094 Chukokkala) — астероїд головного поясу, відкритий 23 березня 1979 року.
Тіссеранів параметр щодо Юпітера — 3,341.